# Hodora, Iași
Hodora este un sat în comuna Cotnari din județul Iași, Moldova, România.
Castelul Hodora este un vechi imobil al IAS-ului Cotnari care a fost reabilitat și transformat în casă de creație, ce găzduiește periodic simpozioane, tabere de creație sau work-shop-uri de pictura și sculptură.

## Monument istoric
- Situl arheologic de la Hodora, punct „Dealul Calafat”, „Dealul Calafat” la cca. 1 km E-N-E de sat; IS-I-s-B-03604

## Personalități
- Cezar Petrescu (1892-1961), romancier, nuvelist, traducător și gazetar
- Victor Iamandi (1891 - 1940), ministru de justiție